# Cerova (miasto Kruševac)
Cerova (cyr. Церова) – wieś w Serbii, w okręgu rasińskim, w mieście Kruševac. W 2011 roku liczyła 360 mieszkańców.